# دمیترو زادرتسکی
دمیترو زادرتسکی (اوکراینی: Дмитро Вадимович Задерецький؛ زادهٔ ۳ اوت ۱۹۹۴) بازیکن فوتبال اهل اوکراین است.
از باشگاه‌هایی که در آن بازی کرده‌است می‌توان به اشاره کرد.
وی همچنین در تیم ملی فوتبال زیر ۲۱ سال اوکراین بازی کرده‌است.